# Ramin Golestanian

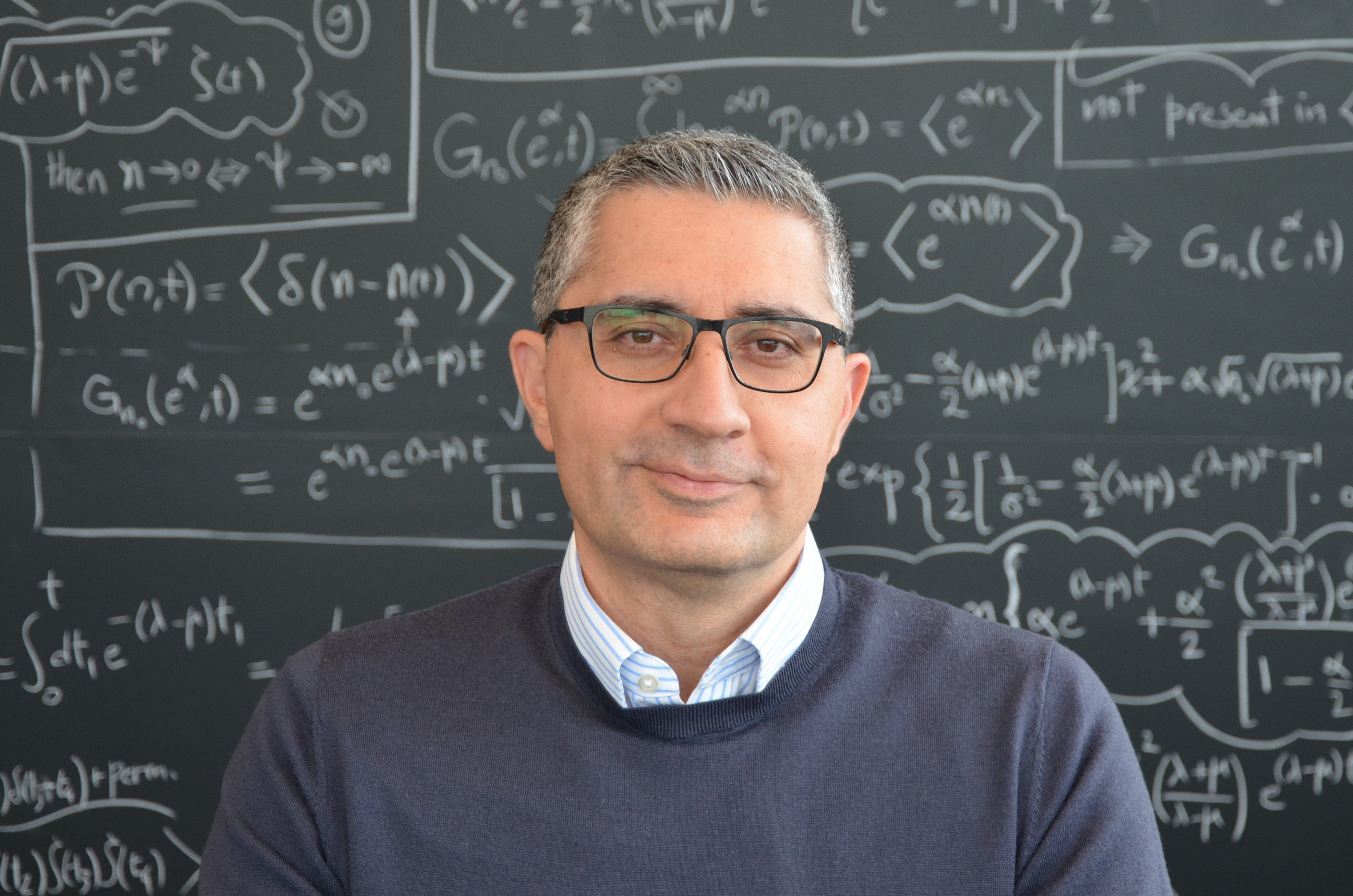
Ramin Golestanian

Ramin Golestanian (Persisch: رامین گلستانیان; geboren am 26. Februar 1971 in Paris) ist ein britisch-iranischer theoretischer Physiker. Der Schwerpunkt seiner Forschung liegt auf dem Bereich der aktiven Materie. Er ist Professor der Physik an der Universität Oxford, Honorarprofessor für theoretische Physik an der Georg-August-Universität Göttingen und Direktor am Max-Planck-Institut für Dynamik und Selbstorganisation in Göttingen.

## Leben
Ramin Golestanian wurde am 26. Februar 1971 in Paris geboren. Er wuchs in Teheran auf und absolvierte 1989 die Alborz High School. Im selben Jahr gewann er eine Bronzemedaille bei der 20. Internationalen Physikolympiade in Polen. Dies war das erste Mal, dass Iran an diesem internationalen Wettbewerb teilnahm. Er erlangte seinen B.Sc. von der Scharif-Universität für Technologie (1993) sowie seinen M.Sc. (1995) und Ph.D. (1998) vom Institute for Advanced Studies in Basic Sciences (IASBS) in Zandschan. Seine Dissertation fertigte er unter Fernbetreuung durch Mehran Kardar (MIT) an. Danach war er Gastwissenschaftler am MIT, Postdoktorand am Kavli Institute for Theoretical Physics an der UCSB, Joliot-Professor und CNRS-Gastprofessor an der ESPCI sowie Gastprofessor am Collège de France. Er hielt akademische Stellen am IASBS in Zandschan und an der Universität Sheffield inne, bevor er 2010 an die Universität Oxford ging.
Im Jahr 2018 wurde Golestanian als Direktor an das Max-Planck-Institut für Dynamik und Selbstorganisation in Göttingen berufen, wo er die Abteilung Physik lebender Materie leitet. Gleichzeitig ist er Honorarprofessor an der Universität Göttingen.

## Ehrungen (Auswahl)
Im Jahr 2014 wurde Golestanian für seine „bahnbrechenden Beiträge auf dem Gebiet der aktiven weichen Materie, insbesondere mikroskopischer Schwimmer und aktiver Kolloide“, der Holweck-Preis verliehen. Im Jahr 2017 erhielt er den Pierre-Gilles de Gennes Lecture Prize.
Golestanian ist Fellow der American Physical Society und des Institute of Physics (FInstP) sowie Mitglied der Akademie der Wissenschaften zu Göttingen.